# Château de Pithiviers
Le château de Pithiviers est un ancien château fort, de nos jours détruit, qui se dressait sur la commune française de Pithiviers dans le département du Loiret, en région Centre-Val de Loire.

## Localisation
Le château se dressait, en plein cœur de la Beauce, sur la commune de Pithiviers, dans le département français du Loiret.

## Historique
Il y avait un château à Pithiviers, dressé vers l'an mil, qui incluait la collégiale Saint-Georges et le donjon commandé  par Héloïse de Pithiviers au maître d’œuvre Lanfred, qui interviendra également sur le château d'Ivry-la-Bataille.
Ce donjon de 33 mètres dominera la ville pendant près de 840 ans avant sa démolition en 1837. Aujourd’hui le Théâtre du Donjon évoque son souvenir à proximité.
Durant la huitième guerre de religion, la ville est prise par les deux Henri (le roi de France Henri III et Henri de Navarre) en 1589.